# Méreau
Méreau ist eine französische Gemeinde mit 2649 Einwohnern (Stand: 1. Januar 2022) im Département Cher in der Region Centre-Val de Loire; sie gehört zum Arrondissement Vierzon und zum Kanton Mehun-sur-Yèvre.

## Geografie
Méreau liegt etwa sechs Kilometer südlich von Vierzon. Der Fluss Arnon begrenzt die Gemeinde im Westen. Umgeben wird Méreau von den Nachbargemeinden Vierzon im Norden und Nordosten, Brinay im Osten, Lury-sur-Arnon im Süden, Massay im Südwesten und Westen sowie Saint-Hilaire-de-Court im Nordwesten.
Am nordwestlichen Rand der Gemeinde führt die Autoroute A20 entlang. Im Nordosten liegt der Flugplatz Vierzon-Méreau.

## Bevölkerungsentwicklung
| Jahr                       | 1962 | 1968 | 1975 | 1982 | 1990 | 1999 | 2006 | 2012 | 2019 |
| Einwohner                  | 857  | 979  | 1352 | 1756 | 2020 | 2074 | 2151 | 2491 | 2606 |
| Quellen: Cassini und INSEE |      |      |      |      |      |      |      |      |      |

## Sehenswürdigkeiten
- Kirche Saint-Martin aus dem 12. Jahrhundert, umgebaut im 15. Jahrhundert; heutiger Bau im Wesentlichen aus dem 19. Jahrhundert
- Schloss Chevilly aus dem 15. Jahrhundert mit Umbauten aus dem 16. und 17. Jahrhundert, mit Taubenschlag und Mühle, seit 1977 Monument historique
- Schloss Autry aus dem 15. Jahrhundert, umgebaut im 18. und 19. Jahrhundert, seit 1988 Monument historique

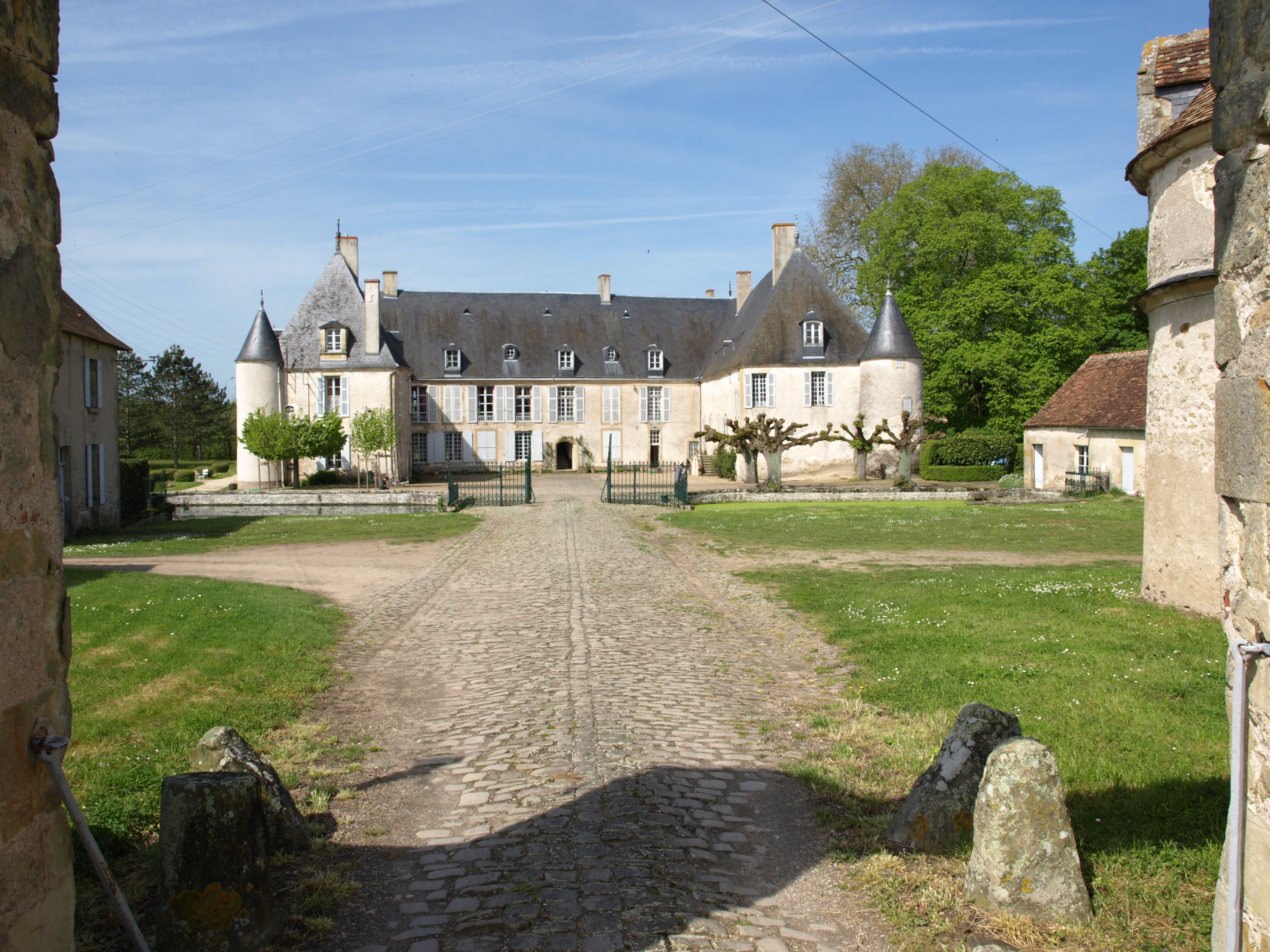
Schloss Autry